# Companie (subunitate militară)

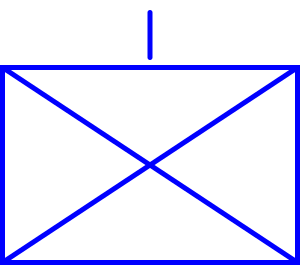
Codul NATO standard pentru o companie. Culoarea albastră semnifică faptul că este vorba de o unitate aliată, iar forma unitate de infanterie.

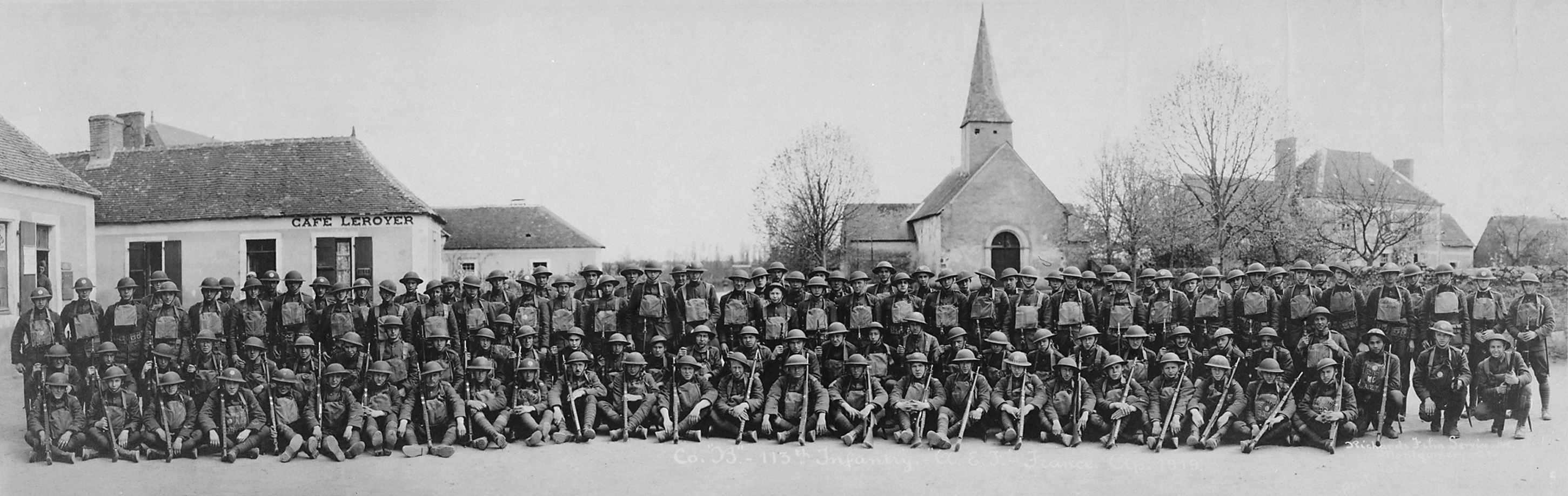
O companie a Forţei Expediţionare Americane în Franţa (1919).

O companie (cu accent pe litera a) este o subunitate militară mai mare decât plutonul și mai mică decât batalionul. În general este formată din 80-225 soldați și este comandată de un căpitan sau maior. Mai multe companii formează un batalion.